# グラディウスNEO
『グラディウスNEO』（グラディウス ネオ、GRADIUS NEO）は2004年にコナミが携帯電話向けサイトで公開した横スクロールシューティングゲーム。グラディウスシリーズ初の携帯電話オリジナル作品。

## 概要
グラディウスシリーズの基本的な形態を踏襲しつつ、状況に応じてオプションの配置を変更できる「フォーメーション・システム」を搭載。パワーカプセルが赤と緑の2種類あり、緑がフォーメーションの取得に関係するカプセルである。オプションを4つ+レーザーを装備することで、各フォーメーションに対応した強力な攻撃(SPECIAL ATTACK)をすることができる。また、このシステムを生かすためか、従来作品と異なりオプション2個が標準装備となっている。

## パワーアップシステム

### パワーアップゲージ
従来の作品と同様のパワーアップを行うゲージ。赤いパワーカプセルによって点灯する。
フォースフィールドが『グラディウスII』以降登場した自機全体を覆うタイプのものである以外は、第1作と同様のラインナップとなっている。
- S (SPEED UP／スピードアップ)
- M (MISSILE／ミサイル)
- D (DOUBLE／ダブル)
- L (LASER／レーザー)
- O (OPTION／オプション)
- ? (FORCE FIELD／フォースフィールド)

なお、一部の装備はスコアアタックモードの規定得点をクリアすることでカスタマイズすることが可能になる。

### フォーメーションゲージ
オプションのフォーメーションを取得するゲージ。緑のパワーカプセルによって点灯する。
R (ROUND／ラウンド)
自機の周りを回転する。『グラディウスIII』のローリングオプションと同様の配置。SPECIAL ATTACKは短い2連レーザーを連射するTWIN LASER。
C (CROSS／クロス)
自機の上下左右に配置される。SPECIAL ATTACKは移動方向と逆へ向けて光弾を撃つROUND BULLET。
F (FRONT／フロント)
前方にまとまった、集中攻撃型の配置。SPECIAL ATTACKは高威力の極太レーザーを断続的に放つWIDE LASER。
W (WIDE／ワイド)
自機の上下とやや後方に、Wの字を書くように配置。SPECIAL ATTACKは前方広範囲に光弾を放つ5WAY SHOT。
I (IN-LINE／インライン)
自機の上下に長く伸びた配置。SPECIAL ATTACKはオプションから太い電撃タイプのレーザーを放つLIGHTNING LASER。自機はSPECIAL ATTACK時も通常のレーザーを発射する。
A (ATTACK／アタック)
オプションを前方に飛ばして攻撃できる。SPECIAL ATTACKは発射されたオプションが上下にレーザーを展開しながら戻ってくるSWORD LASERで、パロディウスシリーズのベルパワー攻撃、菊一文字に近い。自機はSPECIAL ATTACK時も通常のレーザーを発射する。
なお、フォーメーションの切り替えは携帯電話の決定ボタンによる順次切り替えの他、数字キーによる選択も可能(SOシリーズを除く)。

## ストーリー
惑星グラディウスの全盛期から数千年後、宇宙では新たな文明が芽生え、この間に失われていた星間航行の術も発掘されていた。そんなある時、軍事国家ラーズがラーズ帝国を名乗り全宇宙の支配をもくろむ。長期化する戦争の中でラーズ帝国は過去のテクノロジーを発掘、これで最終決戦へと駆り立てていた。そんなある日、ラーズ帝国が開発していた戦闘機"フォースバイパー"が連合軍に奪われ、それは帝国への反撃に用いられることとなった……。

## ステージ構成
| 面 | 内容               | 解説 | ボス                                           |
| -- | ------------------ | --- | ---------------------------------------------- |
| 1  | 中立地帯           | ラーズ帝国との戦闘の最前線より若干入った地帯。地形は無く、中ボスとの連戦で構成されている。 | アストレプト ゼブラ、ヴォルファ サテライトコア |
| 2  | モアイ             | ラーズ帝国へ進むためにはこの残骸地帯を進行する必要があった。そこはかつてバクテリアンが兵器を設置した前線基地。今では未知の生命体が寄生する土地になっていた…。モアイは地形でしかないため破壊できない。 | クリスタルモアイ                               |
| 3  | 帝国艦隊           | ラーズ帝国艦隊が待ち受ける。 | ギガンティック                                 |
| 4  | スペースハイウェイ | ラーズ帝国の中心部へ向かうハイウェイ。途中に高速スクロール地帯が存在する。高速スクロール地帯を抜ければ帝国の基地はすぐそこ。                                                                          | オーガシールド                                 |
| 5  | ラーズ帝国基地     | 帝国の本拠地に侵入。途中に多数（mova版では12、FOMA版では16）の小部屋に別れたブロックが存在し、プレイヤーは進む部屋を任意に選択できる。                                                                | ビッグコア セントラルサーバー                  |

## その他
同じく携帯電話向けのアプリケーション『beatmania IIDX』において、「GRADIUS NEO」という楽曲が携帯オリジナル曲として配信されている。